# Indice domestique de la faim
L’indice domestique de la faim (anglais : household hunger scale, HHS) est une évaluation de l'intensité de la faim dans les ménages en zones d’insécurité alimentaire.

## Calcul de l'indice
L'indice est le résultat d'une conversion numérique des réponses données par les ménages eux-mêmes à un questionnaire : les réponses sont traduites en des nombres, dont l'addition donne l'indice, toujours compris entre 0 et 6.
| No  | Question | Options de réponses            | Cote      |
| --- | --- | ------------------------------ | --------- |
| Q1  | Au cours des [4 dernières semaines/30 jours], n'y avait-il aucun aliment à manger à la maison, de quelque nature que ce soit à cause du manque de ressources ?                            | 0 = Non (passer à la Q2)       | 0         |
| Q1  | Au cours des [4 dernières semaines/30 jours], n'y avait-il aucun aliment à manger à la maison, de quelque nature que ce soit à cause du manque de ressources ?                            | 1 = Oui                        | cf. infra |
| Q1a | Combien de fois est-ce arrivé au cours des [4 dernières semaines/30 jours] ? | 1 = Rarement (1 à 2 fois)      | 1         |
| Q1a | Combien de fois est-ce arrivé au cours des [4 dernières semaines/30 jours] ? | 2 = Parfois (3 à 10 fois)      | 1         |
| Q1a | Combien de fois est-ce arrivé au cours des [4 dernières semaines/30 jours] ? | 3 = Souvent (plus que 10 fois) | 2         |
| Q2  | \| Au cours des [4 dernières semaines/30 jours], étiez-vous ou tout membre de votre ménage obligé de dormir affamé le soir parce qu’il n’y avait pas assez de nourriture ?                | 0 = Non (passer à la Q3)       | 0         |
| Q2  | \| Au cours des [4 dernières semaines/30 jours], étiez-vous ou tout membre de votre ménage obligé de dormir affamé le soir parce qu’il n’y avait pas assez de nourriture ?                | 1 = Oui                        | cf. infra |
| Q2a | Combien de fois est-ce arrivé au cours des [4 dernières semaines/30 jours] ? | 1 = Rarement (1 à 2 fois)      | 1         |
| Q2a | Combien de fois est-ce arrivé au cours des [4 dernières semaines/30 jours] ? | 2 = Parfois (3 à 10 fois)      | 1         |
| Q2a | Combien de fois est-ce arrivé au cours des [4 dernières semaines/30 jours] ? | 3 = Souvent (plus que 10 fois) | 2         |
| Q3  | Au cours des [4 dernières semaines/30 jours], avez-vous ou tout membre de votre ménage passé un jour et une nuit entiers sans rien manger parce qu’il n’y avait pas assez de nourriture ? | 0 = Non                        | 0         |
| Q3  | Au cours des [4 dernières semaines/30 jours], avez-vous ou tout membre de votre ménage passé un jour et une nuit entiers sans rien manger parce qu’il n’y avait pas assez de nourriture ? | 1 = Oui                        | cf. infra |
| Q3a | Combien de fois est-ce arrivé au cours des [4 dernières semaines/30 jours] ? | 1 = Rarement (1 à 2 fois)      | 1         |
| Q3a | Combien de fois est-ce arrivé au cours des [4 dernières semaines/30 jours] ? | 2 = Parfois (3 à 10 fois)      | 1         |
| Q3a | Combien de fois est-ce arrivé au cours des [4 dernières semaines/30 jours] ? | 3 = Souvent (plus que 10 fois) | 2         |

L'indice est ensuite interprété selon le tableau suivant :
| Score de la faim dans les ménages | Catégories de la faim dans les ménages |
| --------------------------------- | -------------------------------------- |
| 0–1                               | Peu ou pas de faim dans le ménage      |
| 2–3                               | Faim modérée dans le ménage            |
| 4–6                               | Faim sévère dans le ménage             |